# Pjotr Semjonowitsch Kogan

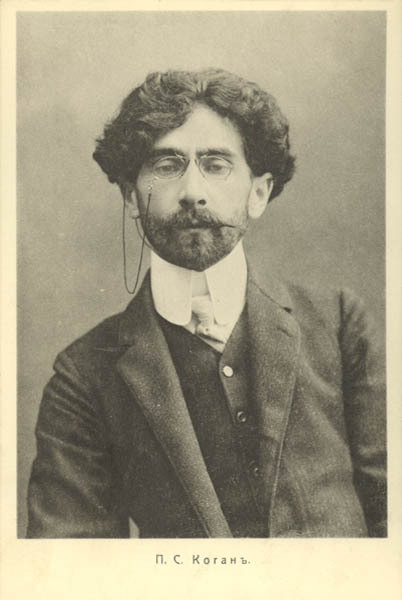
Pjotr Semjonowitsch Kogan

Pjotr Semjonowitsch Kogan (russisch Пётр Семёнович Коган; * 1. Junijul. / 13. Juni 1872greg. in Lida; † 2. Mai 1932 in Moskau) war ein russischer Philologe, Literaturwissenschaftler, Übersetzer und Hochschullehrer.

## Leben
Kogan, Sohn eines jüdischen Arztes, besuchte das Gymnasium in Mogilew und studierte dann an der historisch-philologischen Fakultät der Universität Moskau mit Abschluss 1896. Während des Studiums begeisterte er sich für die marxistischen Ideen und polemisierte in Veröffentlichungen gegen Juli Issajewitsch Aichenwald, Michail Ossipowitsch Gerschenson und andere. Mit Konstantin Dmitrijewitsch Balmont, Waleri Jakowlewitsch Brjussow, Wladimir Maximowitsch Fritsche, Konstantin Antonowitsch Chlebowski, Alexander Antonowitsch Kurssinski und Wladimir Michailowitsch Schuljatikow gründete Kogan 1894 den Kreis der Freunde der westeuropäischen Literatur. Dann unterrichtete er in Moskau an verschiedenen Schulen, darunter auch die Schule der Moskauer Philharmonischen Gesellschaft. Er konvertierte zur Russisch-Orthodoxen Kirche, um Professor werden zu können. Jedoch ließ ihn der Volksbildungsminister Nikolai Pawlowitsch Bogolepow gegen das Gesetz nicht zur Vorbereitung auf eine Professur zu.
1909 ging Kogan nach St. Petersburg. 1910 wurde er zum Privatdozenten am Lehrstuhl für germanisch-romanische Philologie der Universität St. Petersburg gewählt.
1917 kehrte Kogan nach Moskau zurück und lehrte nach der Oktoberrevolution an der Universität Moskau. 1921 wurde er dort Professor für germanisch-romanische Philologie. Auch wurde er Präsident der 1921 gegründeten Staatlichen Akademie der Kunstwissenschaften der RSFSR in Moskau, die ähnliche Ziele wie das Bauhaus verfolgte und bis 1930 bestand (Vizepräsidenten: Wassily Kandinsky, Nikolai Kirjakowitsch Piksanow, Gustav Speth; Vorstand: Kogan (Vorsitz), Piksanow (Vizevorsitz), Anatoli Wassiljewitsch Bakuschinski, A. M. Rodionow, Leonid Leonidowitsch Sabanejew, Wladimir Maximowitsch Fritsche, Speth, Nikolai Jefimowitsch Efros). Er war Mitarbeiter des Volkskommissariats für Bildung der RSFSR.
Kogan übersetzte Werke von John Ruskin, Hippolyte Taine und anderen ins Russische. Er schrieb für verschiedene wichtige Zeitschriften. Er verfasste für den Brockhaus-Efron Artikel über Klassizismus, Gotthold Ephraim Lessing, Karl Gutzkow, Henrik Ibsen, Hermann Sudermann und andere. Sein Hauptwerk war die Geschichte der russischen Literatur.
Kogan war verheiratet mit der Übersetzerin und Schriftstellerin Nadeschda Alexandrowna Nolle-Kogan. Ihr Sohn war der Schriftsteller Alexander Petrowitsch Nolle.
Kogan wurde auf dem Nowodewitschi-Friedhof begraben.